# Emilee Anderson
Emilee Anderson (ur. 13 grudnia 1995) – amerykańska skoczkini narciarska, reprezentantka klubu Flying Eagles Ski Club, medalistka mistrzostw Ameryki Północnej w kategorii młodzieżowej, uczestniczka igrzysk olimpijskich młodzieży.
W styczniu 2012 wystartowała w Zimowych Igrzyskach Olimpijskich Młodzieży 2012. Zajęła w nich 9. miejsce indywidualnie i 11. w drużynie. 19 stycznia 2013 zdobyła złoty medal w kategorii juniorskiej w zawodach mistrzostw Ameryki Północnej. Kolejną zawodniczkę – Raven Yip z Kanady wyprzedziła o ponad 20 punktów. 2 marca 2013 zadebiutowała w Pucharze Kontynentalnym, zajmując 19. miejsce w konkursie w Oberwiesenthal. W latach 2013–2015 trzykrotnie startowała na mistrzostwach świata juniorów, w najlepszym swoim starcie zajmując 20. miejsce indywidualnie. W zawodach międzynarodowych organizowanych przez FIS po raz ostatni wystąpiła we wrześniu 2016 w Hinterzarten, zajmując miejsca w drugiej dziesiątce FIS Cupu.

## Mistrzostwa świata juniorów
| Miejsce | Dzień       | Roka | Miejscowość | Skocznia           | Punkt K | HS     | Konkurs  | Skok 1 | Skok 2 | Nota                  | Strata    | Zwycięzca       |
| ------- | ----------- | ---- | ----------- | ------------------ | ------- | ------ | -------- | ------ | ------ | --------------------- | --------- | --------------- |
| 29.     | 24 stycznia | 2013 | Liberec     | Ještěd             | K-90    | HS-100 | indywid. | 74,5 m | 76,0 m | 149,5 pkt             | 118,5 pkt | Sara Takanashi  |
| 8.      | 26 stycznia | 2013 | Liberec     | Ještěd             | K-90    | HS-100 | druż.    | 77,5 m | 78,0 m | 617,0 pkt (164,0 pkt) | 392,0 pkt | Słowenia        |
| 32.     | 28 stycznia | 2014 | Predazzo    | Trampolino Dal Ben | K-95    | HS-106 | indywid. | 77,0 m | –      | 77,8 pkt              | 185,1 pkt | Sara Takanashi  |
| 20.     | 5 lutego    | 2015 | Ałmaty      | Gornyj Gigant      | K-95    | HS-106 | indywid. | 86,5 m | 81,5 m | 172,3 pkt             | 55,2 pkt  | Sofja Tichonowa |

## Igrzyska olimpijskie młodzieży
| Miejsce | Dzień       | Rok  | Miejscowość | Skocznia                   | Punkt K | HS    | Konkurs      | Skok 1 | Skok 2 | Nota                 | Strata    | Zwycięzca      |
| ------- | ----------- | ---- | ----------- | -------------------------- | ------- | ----- | ------------ | ------ | ------ | -------------------- | --------- | -------------- |
| 9.      | 14 stycznia | 2012 | Seefeld     | Toni-Seelos-Olympiaschanze | K-68    | HS-75 | indywid.     | 59,5 m | 65,5 m | 186,1 pkt            | 83,2 pkt  | Sara Takanashi |
| 11.     | 21 stycznia | 2012 | Seefeld     | Toni-Seelos-Olympiaschanze | K-68    | HS-75 | druż. miesz. | 44,5 m | 44,5 m | 426,2 pkt (88,2 pkt) | 203,9 pkt | Niemcy         |

## Puchar Kontynentalny

### Miejsca w klasyfikacji generalnej
| Sezon     | Miejsce |
| --------- | ------- |
| 2012/2013 | 28.     |
| 2013/2014 | 24.     |
| 2014/2015 | 30.     |

### Miejsca w poszczególnych konkursachPucharu Kontynentalnego
| Źródło                                                                            | Źródło       | Źródło       | Źródło       | Źródło | Źródło | Źródło | Źródło | Źródło | Źródło | Źródło | Źródło | Źródło | Źródło | Źródło | Źródło | Źródło | Źródło | Źródło | Źródło | Źródło | Źródło | Źródło | Źródło | Źródło | Źródło | Źródło | Źródło | Źródło | Źródło | Źródło | Źródło | Źródło | Źródło | Źródło | Źródło | Źródło | Źródło | Źródło | Źródło |
| --------------------------------------------------------------------------------- | ------------ | ------------ | ------------ | ------ | ------ | ------ | ------ | ------ | ------ | ------ | ------ | ------ | ------ | ------ | ------ | ------ | ------ | ------ | ------ | ------ | ------ | ------ | ------ | ------ | ------ | ------ | ------ | ------ | ------ | ------ | ------ | ------ | ------ | ------ | ------ | ------ | ------ | ------ | ------ |
| Sezon 2012/2013                                                                   |              |              |              |        |        |        |        |        |        |        |        |        |        |        |        |        |        |        |        |        |        |        |        |        |        |        |        |        |        |        |        |        |        |        |        |        |        |        |        |
| Oberwiesenthal                                                                    | Örnsköldsvik | Örnsköldsvik | Örnsköldsvik | punkty | punkty | punkty | punkty | punkty | punkty | punkty | punkty | punkty | punkty | punkty | punkty | punkty | punkty | punkty | punkty | punkty | punkty | punkty |        |        |        |        |        |        |        |        |        |        |        |        |        |        |        |        |        |
| 19                                                                                | -            | -            | -            | 12     | 12     | 12     | 12     | 12     | 12     | 12     | 12     | 12     | 12     | 12     | 12     | 12     | 12     | 12     | 12     | 12     | 12     | 12     |        |        |        |        |        |        |        |        |        |        |        |        |        |        |        |        |        |
| Sezon 2013/2014                                                                   |              |              |              |        |        |        |        |        |        |        |        |        |        |        |        |        |        |        |        |        |        |        |        |        |        |        |        |        |        |        |        |        |        |        |        |        |        |        |        |
| Notodden                                                                          | Notodden     | Lahti        | Lahti        | Falun  | Falun  | punkty |        |        |        |        |        |        |        |        |        |        |        |        |        |        |        |        |        |        |        |        |        |        |        |        |        |        |        |        |        |        |        |        |        |
| 26                                                                                | 17           | 15           | 13           | -      | -      | 55     |        |        |        |        |        |        |        |        |        |        |        |        |        |        |        |        |        |        |        |        |        |        |        |        |        |        |        |        |        |        |        |        |        |
| Sezon 2014/2015                                                                   |              |              |              |        |        |        |        |        |        |        |        |        |        |        |        |        |        |        |        |        |        |        |        |        |        |        |        |        |        |        |        |        |        |        |        |        |        |        |        |
| Notodden                                                                          | Notodden     | Falun        | Falun        | punkty | punkty | punkty | punkty | punkty | punkty | punkty | punkty | punkty | punkty | punkty | punkty | punkty | punkty | punkty | punkty | punkty | punkty | punkty |        |        |        |        |        |        |        |        |        |        |        |        |        |        |        |        |        |
| -                                                                                 | -            | 15           | 17           | 30     | 30     | 30     | 30     | 30     | 30     | 30     | 30     | 30     | 30     | 30     | 30     | 30     | 30     | 30     | 30     | 30     | 30     | 30     |        |        |        |        |        |        |        |        |        |        |        |        |        |        |        |        |        |
| Legenda                                                                           |              |              |              |        |        |        |        |        |        |        |        |        |        |        |        |        |        |        |        |        |        |        |        |        |        |        |        |        |        |        |        |        |        |        |        |        |        |        |        |
| 1 2 3 4-10 11-30 poniżej 30 dq – dyskwalifikacja - − zawodniczka nie wystartowała |              |              |              |        |        |        |        |        |        |        |        |        |        |        |        |        |        |        |        |        |        |        |        |        |        |        |        |        |        |        |        |        |        |        |        |        |        |        |        |

## FIS Cup

### Miejsca w klasyfikacji generalnej
| Sezon     | Miejsce |
| --------- | ------- |
| 2016/2017 | 68.     |

### Miejsca w poszczególnych konkursachFIS Cupu
| Sezon 2016/2017                                                                   |         |         |         |            |            |              |              |        |        |          |        |
| Villach                                                                           | Villach | Szczyrk | Szczyrk | Einsiedeln | Einsiedeln | Hinterzarten | Hinterzarten | Râșnov | Râșnov | Notodden | punkty |
| -                                                                                 | -       | -       | -       | -          | -          | 18           | 17           | -      | -      | -        | 27     |
| Legenda                                                                           |         |         |         |            |            |              |              |        |        |          |        |
| 1 2 3 4-10 11-30 poniżej 30 dq – dyskwalifikacja - − zawodniczka nie wystartowała |         |         |         |            |            |              |              |        |        |          |        |